# البعثات الهولندية إلى إيدو
كانت بعثات شركة الهند الشرقية الهولندية إلى إيدو بمثابة بعثات ترفيدية تُوجَّه إلى بلاط الشوغون توكوغاوا في إيدو (طوكيو الحديثة)، بهدف توثيق عرى الصلة بين الحكومة اليابانية ورئيس المقر التجاري الهولندي. كان رئيس المقر ومرافقوه ينتقلون في حماية اليابانيين إلى إيدو، حيث يُهدون الشوغون هدايا ثمينة ونادرة مثل الساعات، والمناظير، والأدوية، والمدافع، والحيوانات الغريبة. كان الشوغون يُبادلهم الهدايا في الوقت ذاته.